# Colin Stein
Colin Stein, né le 10 mai 1947 à Linlithgow, est un footballeur écossais.

## Biographie
Il joua pour l'Hibernian FC, les Glasgow Rangers et Coventry City comme attaquant. Il fait partie du Rangers FC Hall of Fame.
Lors du désastre d'Ibrox Park de 1971, il marque un but égalisateur pour les Rangers en fin de partie. Ce but relançant le match, les supporters qui avaient commencé à quitter l'enceinte du stade tentent de revenir, provoquant une bousculade mortelle.
Colin Stein a 21 sélections en équipe nationale pour 9 buts.

## Palmarès
Rangers FC
- Champion du Championnat d'Écosse de football (1) :
  - 1976.
- Vice-champion du Championnat d'Écosse de football (3) :
  - 1969, 1970 & 1977.
- Meilleur buteur du Championnat d'Écosse de football (1) :
  - 1970: 24 buts.
- Vainqueur de la Scottish Cup (1) :
  - 1976.
- Finaliste de la Scottish Cup (3) :
  - 1969, 1971 & 1977.